# 荒尾氏
荒尾氏（あらおし）は、武家・士族・華族だった日本の氏族の一つ。尾張国知多郡（現在の愛知県東海市）より起こり、江戸時代には米子荒尾家と倉吉荒尾家が鳥取池田家に重臣として仕え、維新後には両家とも士族を経て華族の男爵家に列した。

## 歴史
現存する文書から、鎌倉幕府の御家人としての荒尾氏が、南北朝期に荒尾郷および尾張国中島郡にその諸領をもっていたことが推定されている。この一族が高階氏を名乗っていたのに対し、戦国期に知多郡の木田城を本拠とした荒尾空善、その娘婿善次に始まる荒尾家は、後に在原氏を称した（実際は土豪と伝わる）。寛政呈譜には｢先祖より代々知多郡の荒尾村に住せしより屋号とす｣とある。
末裔に鳥取藩主池田氏に仕えた家老家があり、1つは但馬守成房を祖とし、米子城城代を務めた家（米子荒尾家、荒尾但馬家）、1つはその弟志摩守隆重を祖とし、元和一国一城令で廃城となった倉吉城（打吹城）下に陣屋を構えてこの地を領した家（倉吉荒尾家、荒尾志摩家）である。前者は家禄1万5000石、後者の家禄は1万2000石である。
鳥取・岡山二つの大藩は共に池田輝政を祖にもつが、その輝政の母（善応院）は荒尾善次の娘である。善次の子成房を父にもつ鳥取藩家老「成利（米子荒尾家）」「山就（嵩就。倉吉荒尾家。叔父志摩守隆重の養子となる）」は輝政の従兄弟にあたる。それゆえ鳥取藩代々の藩主は両荒尾家に、その所領支配に関して全権を委任し、幕末に至る200年以上の間、米子と倉吉の地は、荒尾家によって統治された（成利が米子城代となったのは寛永9年（1632年）である）。これを自分手政治という。
明治維新に際しては米子荒尾家の荒尾成富が勤王の大義を唱え、死生を往来する勲功があった。維新後には米子・倉吉荒尾家は共に士族に列した。明治33年に富裕な旧万石以上陪臣家の叙爵が始まったが、荒尾家は両家とも年間500円以上を生じる財本を持っていなかったためにこの際には授爵されなかった。しかし後に年間500円以上を生じる財本を確立したらしく、明治39年8月に荒尾之茂（米子荒尾家）と荒尾嘉成（倉吉荒尾家）が華族の男爵に叙せられた。
昭和前期に米子荒尾男爵家の住居は東京市麹町区二番町、倉吉荒尾男爵家の住居は東京市渋谷区原宿にあった。
鳥取県米子市のJR境線博労町駅を降りて左側の坂道をのぼると米子荒尾一族の菩提寺黄檗宗「了春寺」（同市博労町）がある。荒尾氏の墓碑群のなかに異質の新しい墓碑が目立っている。男爵荒尾之茂と縁組した冷泉家22代当主冷泉為系の長女須賀子の墓である。墓所の前には2人が読んだ歌碑が建っている。
- ゆめかとも思う許りに故郷の 天守のあとに交す盃 之茂
- 天主台のほりてみれはきりはれて なみちはるかに隠岐のしまみゆ 須賀子

なお荒尾志摩家の墓所は倉吉市仲ノ町、打吹山の西中腹にあり、ふもとにはその菩提寺曹洞宗「満正寺」（同鍛冶町1丁目2948）がある。

## 歴代当主

### 米子荒尾家
- 祖　成房（荒尾善次の子。但馬守）
- 1　成利（米子城代初代）
- 2　成直
  - 成紹（分家）
- 2　成直
- 3　成重
- 4　成倫
- 5　成昭
- 6　成昌
- 7　成煕
- 8　成尚
- 9　成緒
- 10 成裕
- 11 成富

廃藩後の当主は成富の子成文、成文の子之茂（男爵）である。
新修「米子市史」第2巻（2004年）82頁による。

### 倉吉荒尾家
- 祖　隆重（志摩守。荒尾善次の子、成房の弟）
- 1　山就（嵩就。倉吉初代）
- 2　宣就
  - 重就‐勝就（4代）‐仙就（勝就の弟）‐甫就（5代）‐斯就（6代）‐幸就（長山百助の伯父）‐昌就‐本就‐恒就
- 2　宣就
- 3　秀就
- 4　勝就
- 5　甫就
- 6　斯就
- 7　厚就
- 8　為就
- 9　世就
- 10 直就

廃藩後の当主は光就（恒就の子）、光就の子嘉就（男爵）である。新編「倉吉市史」第2巻（1995年）229頁による。男子は養子が入っているが、女系による相続だろうか。

## その他の荒尾氏
尾張荒尾氏の他にも、美濃国不破郡より起こった荒尾氏や、肥後国玉名郡より起こった荒尾氏が挙げられる。